# Rego Park

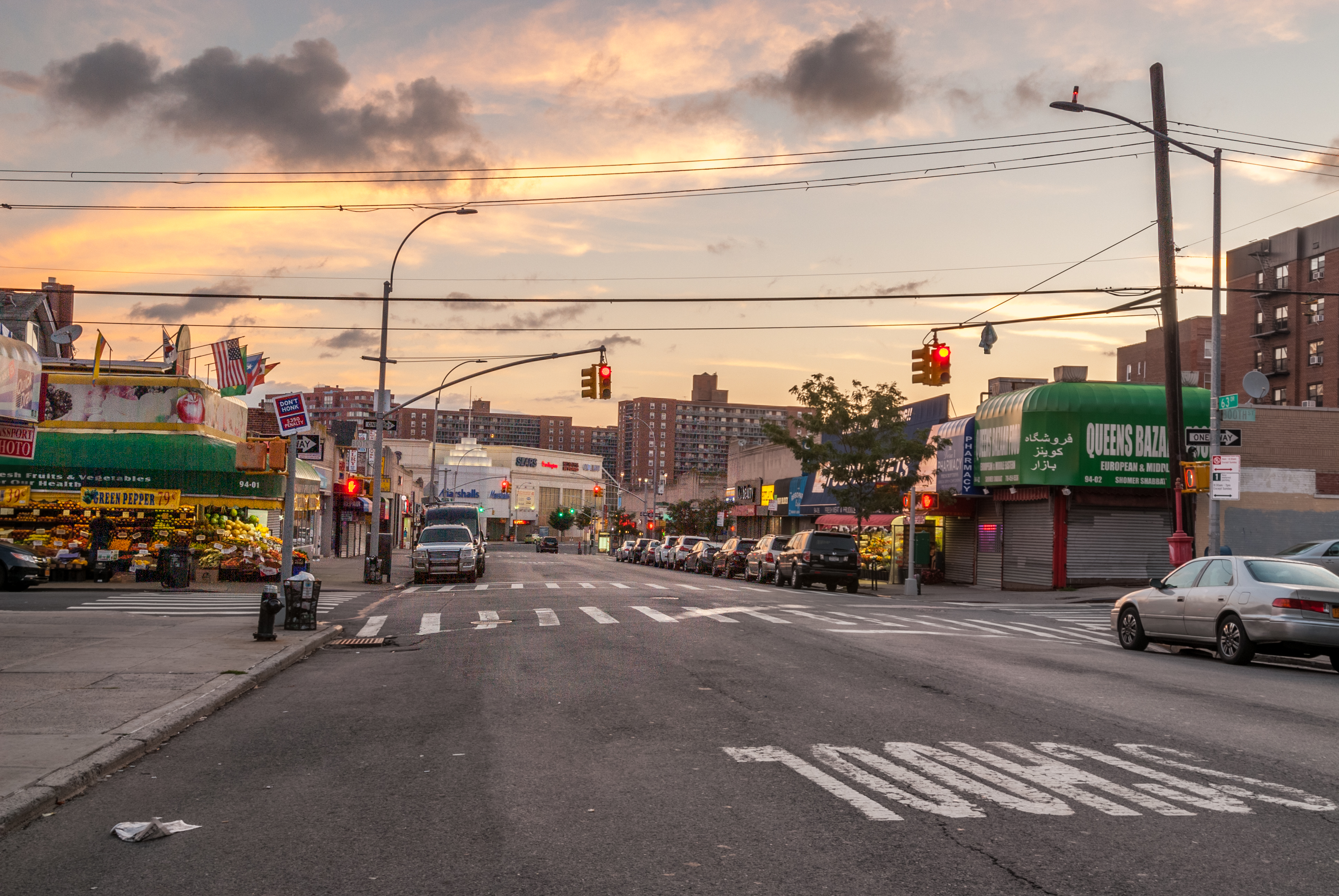
63rd Drive

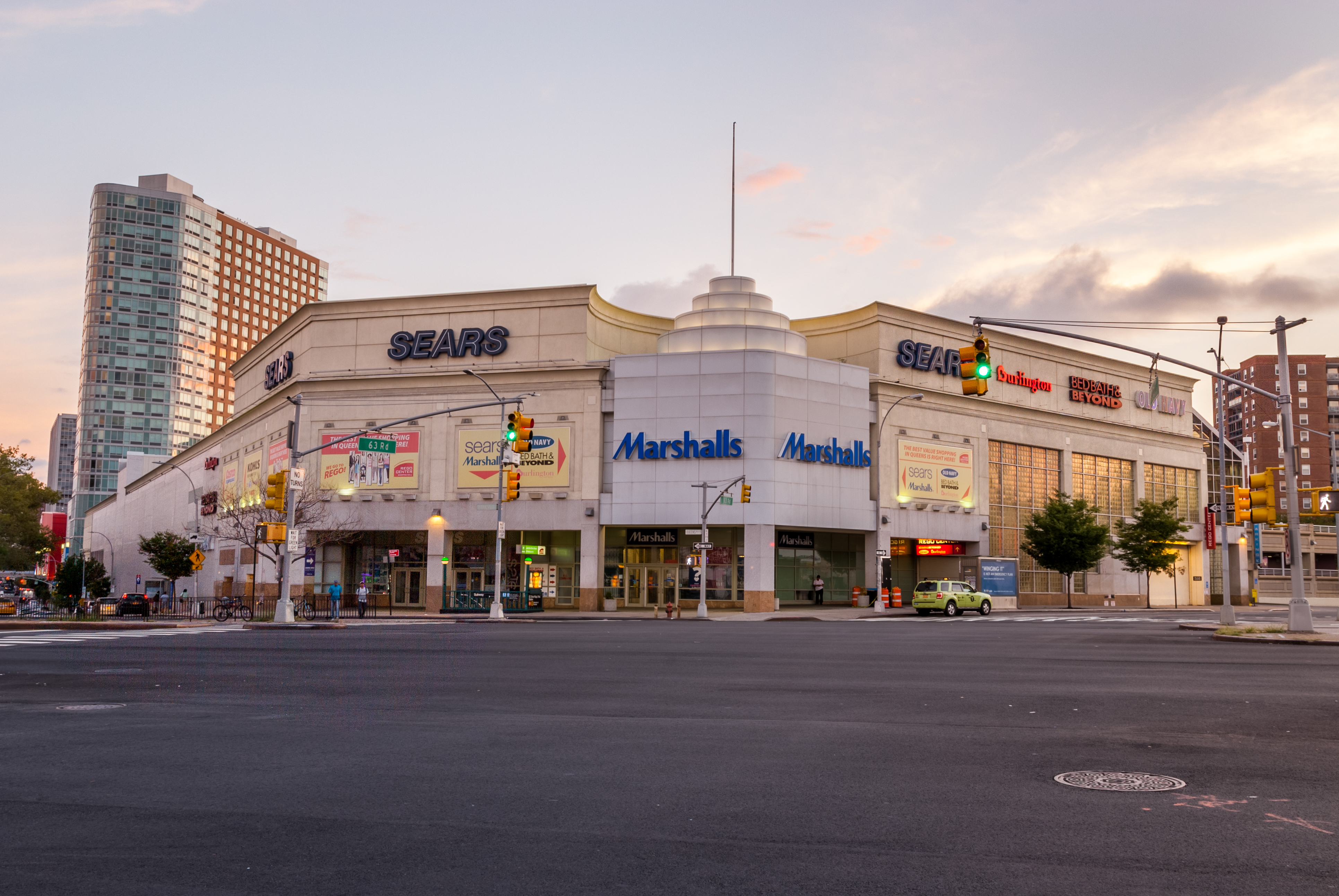
Rego Center I

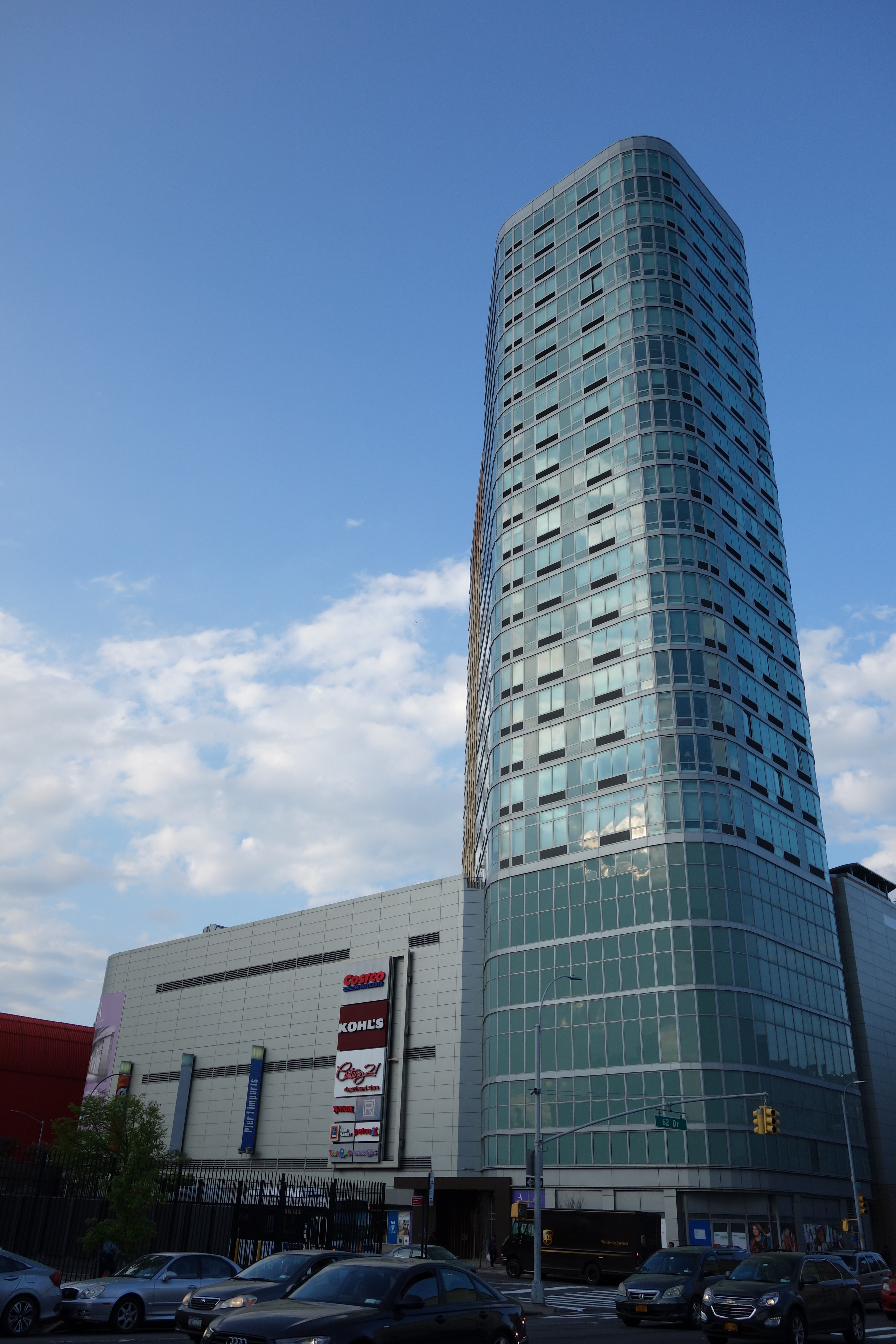
The Alexander Building am Rego Center II

Rego Park ist ein Stadtteil im Zentrum des Stadtbezirks Queens in New York City. Laut United States Census 2020 hat Rego Park eine Einwohnerzahl von 46.345.
Rego Park ist Teil des Queens Community District 6, hat die Postleitzahl 11374 und gehört zum 112. Bezirk des New Yorker Polizeidepartements. Kommunalpolitisch wird der Stadtteil durch den 29. Bezirk und in einigen kleinen Bereichen vom 24. und 25. Bezirk des New York City Council vertreten. Das Viertel hat eine große jüdische Gemeinde und weist Hochhäuser, Einfamilienhäuser sowie ein großes Gewerbegebiet auf.

## Geschichte
In dem Gebiet des heutigen Stadtteils siedelten sich bis 1653 englische und niederländische Bauern an und nannten es „Whitepot“, zu dem auch das benachbarte heutige Forest Hills gehörte. Sie bauten Roggen, Hafer und verschiedene Gemüsesorten an. Ende des 19. Jahrhunderts wurden die ursprünglichen Siedler von chinesischen Bauern abgelöst, die das Land pachteten und dort ihre eigenen Feldfrüchte anbauten, die sie ausschließlich auf Märkten in Chinatown verkauften.
Der heutige Name „Rego Park“ geht auf die Baufirma Real Good Construction Company zurück, die das Gebiet ab 1925 erschloss. Das Unternehmen errichtete 525 Häuser für jeweils 8000 US-Dollar. Ladengeschäfte entstanden 1926 am Queens Boulevard und am 63rd Drive und die Wohnhäuser erbaute man 1927–1928. Mit fünf Millionen US-Dollar Kosten begannen 1930 die Arbeiten an der U-Bahn-linie IND Queens Boulevard Line mit acht Stationen, drei davon entstanden 1935–37 in und nahe Rego Park. 1972 zerstörte ein Großbrand einen ganzen Block in der 63rd Drive, dem auch die öffentliche Bibliothek „Queens Public Library at Rego Park“ zum Opfer fiel. Diese wurde 1975 mit einer Fläche von 700 m² an einem neuen Standort auf der anderen Straßenseite neu errichtet und soll 2021–2024 durch einen größeren Neubau (1700 m²) wieder am alten Standort ersetzt werden.

## Beschreibung
Rego Park hat eine zentrale Lage in Queens und nimmt eine ungefähr dreieckige Fläche von rund 2,4 km² ein. Begrenzt wird der Stadtteil vom Long Island Expressway im Norden, der 102nd Street, 67th Avenue und einer stillgelegten Bahnstrecke im Osten, der Metropolitan Avenue im Süden und dem Woodhaven Boulevard im Westen. Angrenzende Stadtteile sind im Norden Elmhurst und Corona, im Osten Forest Hills, im Süden Glendale und im Westen Middle Village. Mittig zwischen dem Woodhaven Boulevard und der einstigen Bahnstrecke sowie der 63rd Drive und der 66th Avenue ist das Straßennetz halbkreisförmig angelegt und mit aristokratischen Namen benannt. Im Nordosten durchquert der Queens Boulevard den Stadtteil. Am Junction Boulevard direkt am Long Island Expressway (L.I.E.), der die Grenze zu den nördlichen Stadtteilen bildet, befinden sich die beiden großen Shopping-Center „Rego Center I und II“. Hinter dem Expressway liegt in Elmhurst an der Kreuzung von Woodhaven Boulevard und Queens Boulevard das 1972 eröffnete und 2005 renovierte und erweiterte Einkaufszentrum Queens Center. Im überwiegend aus Wohnvierteln bestehenden Rego Park wechseln sich Einfamilienhäuser und Apartmenthäuser ab.

## Demografie
Rego Park wird überwiegend von Weißen und Menschen mit asiatischer Abstammung in etwa gleichen Anteilen bewohnt. Laut Volkszählung von 2020 hatte Rego Park innerhalb der genannten Grenzen 46.345 Einwohner bei einer Einwohnerdichte von 19.310 Einwohnern pro km². Im Stadtteil lebten 18.115 (39,1 %) Weiße, 15.451 (33,3 %) Asiaten, 8670 (18,7 %) Hispanics und Latinos, 1292 (2,8 %) Afroamerikaner, 717 (1,5 %) aus anderen Ethnien und 2100 (4,5 %) aus zwei oder mehr Ethnien.

## Verkehr
Im öffentlichen Nahverkehr ist der Stadtteil an die IND Queens Boulevard Line der New York City Subway angeschlossen. Die Stationen am 63rd Drive und an der 67th Avenue entlang und unter dem Queens Boulevard werden mit den Linien  bedient. Des Weiteren verkehren 12 lokale Buslinien und 10 Express-Buslinien der MTA Regional Bus Operations, darunter die Express-Linie „BM5“ nach Manhattan.

## Kultur
- Rego Park ist bekannt durch die dort spielende Sitcom King of Queens, in der im Vorspann und bei Einblendungen Örtlichkeiten des Stadtteils zu sehen sind. Die Serie wurde jedoch größtenteils in Los Angeles produziert und gedreht.
- Der Comicroman Maus von Art Spiegelman spielt teilweise in Rego Park, wo der Künstler auch aufwuchs.